# William Trubridge
William Trubridge (Nueva Zelanda, 24 de mayo de 1980) es un buceador de inmersión libre o apneísta originario de Nueva Zelanda que ostenta el actual récord mundial en la disciplina de peso constante sin aletas. Mide 185 centímetros, pesa 75 kg y tiene una capacidad pulmonar total de 8,1 L.

## Biografía
Aprendió a nadar a los 18 meses. Su primera infancia discurrió en Havelock North. Con sus padres había recorrido el Atlántico, el Caribe y el Pacífico, lo que despertó en él su pasión por esta disciplina tan extrema. A la edad de 8 años ya era capaz de sumergirse hasta los 15 metros de profundidad. Cuando contaba 22 años empezó su entrenamiento y dedicación plenos a la disciplina del buceo en apnea. En 2004 se convirtió en el primer instructor no italiano en la prestigiosa Academia Umberto Pelizzari de apnea. Desde entonces ha entrenado mucho con Pelizzari, y ayudó en las traducciones del "Manual de Apnea" (Idelson & Gnocchi) y el "Manual de Instructores de la Academia de Apnea". 
Desde 2003, Trubridge ha cosechado 13 récords mundiales y ha mejorado la cota de descenso desde los 80 hasta los 100 metros en la disciplina de peso constante sin aletas (enero de 2011).
El 10 de abril de 2009, durante la competición de buceo del Vertical Blue 2009, Trubridge estableció el récord del mundo de peso constante sin aletas con una profundidad de 88 metros (288.71 pies) y un tiempo de inmersión de 3:30, rompiendo así su anterior récord de 86 metros (282,15 pies), creado el 10 de abril de 2008. Trubridge rompió de nuevo su propio récord el 3 de diciembre de 2009 con una profundidad de 90 metros (300 pies). El 26 de abril de 2010 elevó su marca hasta los 95 metros. Él superó el récord otra vez el 14 de diciembre de 2010 llegando a los 100 m (tuvo un primer intento invalidado por no cumplir el protocolo) y luego el jueves 16 de diciembre de 2010 logró los -101m, convirtiéndose en la primera persona en superar a los 100 metros de profundidad sin asistencia en el buceo en el Agujero azul de Dean en Long Island en las Bahamas, donde entrena y enseña buceo libre a partir de noviembre hasta mayo. Durante el verano entrena en Tenerife, en el Tenerife Top Training Center.
Anteriormente ostentó el récord mundial en la disciplina de inmersión libre con una profundidad de 108 metros (354.33 pies) y un tiempo de inmersión de 03:51. Herbert Nitsch le arrebató este récord en el Vertical Blue 2009.
Trubridge es un instructor de la Academia de Apnea, presidida por Umberto Pelizzari, es licenciado en Fisiología (Genética) y domina con fluidez varios idiomas como el inglés y el italiano.

## Récords mundiales
- 81 m (265.74 ft) Peso Constante sin aletas, 9 de abril de 2007
- 82 m (269.02 ft) Peso Constante sin aletas, 11 de abril de 2007
- 84 m (275.59 ft) Peso Constante sin aletas, 4 de abril de 2008
- 107 m (351.04 ft) Inmersión Libre, 8 de abril de 2008
- 86 m (282.15 ft) Peso Constante sin aletas, 10 de abril de 2008
- 108 m (354.33 ft) Inmersión Libre, 11 de abril de 2008
- 88 m (288.71 ft) Peso Constante sin aletas, 10 de abril de 2009
- 90 m (295.27 ft) Peso Constante sin aletas, 3 de diciembre de 2009
- 92 m (301.83 ft) Peso Constante sin aletas, 19 de abril de 2009
- 116 m (380.57 ft) Inmersión Libre, 22 de abril de 2010
- 95 m (311.67 ft) Peso Constante sin aletas, 26 de abril de 2010
- 96 m (314.96 ft) Peso Constante sin aletas, 10 de diciembre de 2010
- 100 m (328.08 ft) Peso Constante sin aletas, 14 de diciembre de 2010
- 101 m (331.36 ft) Peso Constante sin aletas, 16 de diciembre de 2010
- 121 m (396.98 ft) Inmersión Libre, 10 de abril de 2011
- 122 m (~400 ft) Inmersión Libre, 30 de abril de 2016
- 124 m (~407 ft) Inmersión Libre, 2 de mayo de 2016[3]
- 132 m (~433 ft) Inmersión Libre, 16 de junio de 2016
- 102 m (334.65 ft) Peso Constante sin aletas, 21 de julio de 2016[4]